# 塩化アセチル
塩化アセチル（えんかアセチル、acetyl chloride）とは、有機化合物の一種で、酢酸から誘導されるカルボン酸塩化物である。常温常圧では無色の引火性、可燃性の液体である。水と容易に反応して加水分解を受け、酢酸と塩化水素に変わる。そのため塩化アセチルは湿った空気中では白煙を生じ、通常は自然界には存在しない。不快な刺激臭を持ち、目や皮膚を刺激する。ベンゼン、エーテル、クロロホルム、石油エーテルに容易に溶ける。
塩化アセチルは、市販され容易に入手できる試薬であるが、酢酸と塩化チオニルあるいは三塩化リンとの反応で合成することができる。
{\displaystyle {\ce {H3CCOOH\ + O=SCl2 -> H3CCOCl\ + SO2\ + HCl}}}
実験室的には、無水酢酸と塩化カルシウムとを反応させて蒸留精製する方法が簡便である。工業的には酢酸と塩化スルフリルSO2Cl2との反応で合成される。
塩化アセチルは、有機合成において、アセチル化反応に用いられる。エタノールのアセチル化による酢酸エチルの合成、ベンゼンのフリーデル・クラフツのアセチル化反応によるアセトフェノンの合成を例として示す。
{\displaystyle {\ce {H3CCOCl\ + HOCH2CH3 -> H3CCOOCH2CH3\ + HCl}}}
{\displaystyle {\ce {H3CCOCl\ + C6H6 -> C6H5C(=O)CH3\ + HCl}}}（塩化アルミニウム (AlCl3) を等量加える）
アルコールやアミンのアセチル化反応の際には、トリエチルアミンや水酸化ナトリウム（ショッテン・バウマン反応）などを発生する塩化水素を捕捉する塩基として用いて反応させる。あるいはピリジンや4-ジメチルアミノピリジン (DMAP)は、反応系中でアセチルピリジニウム塩を生じ、これがアルコールやアミンをアセチル化し触媒的に作用することから実験室的にはピリジン類を少量あるいは過剰量を他の塩基と併用あるいは溶媒として用いることも多い。
無水酢酸も、同様のアセチル化を行う試薬として用いられる。